# Viridovice
Viridovice (Viridovix; ... – post 51 a.C.) è stato un principe e condottiero gallo, comandante degli Unelli.
Affrontò le legioni romane di Giulio Cesare nel corso della conquista romana negli anni 58 et 51 a.C.
Egli assicurò il comando della sua armata, coalizzata con quella dei Lessovi e degli Aulerci Eburovici, contro il legato Quinto Titurio Sabino durante la battaglia di Vernix nel 56 a.C.
Nel De bello Gallico, si racconta come Viridovice non abbia saputo tenere a freno l'impeto delle sue truppe finendo sconfitto da un inganno di Titurio Sabino che seppe condurre i Galli a combattere quando e dove lui si aspettava, ai piedi del castrum romano.

## Etimologia
Il nome Viridovix, in gallico, significa, probabilmente "combattente (vix, vicos) potente (virido)"

## Fonti
- Cesare. De bello Gallico, iii, 17 Archiviato il 5 febbraio 2008 in Internet Archive.